# بحيرة كوبنسكوي
بحيرة كوبنسكوي (بالروسية: Кубенское озеро)‏ هي بحيرة كبيرة وضحلة في إقليم فولوغدا في روسيا، تقع على ارتفاع 110.1 مترًا فوق مستوى سطح البحر، وتمتد على 54 كم من الشمال الغربي إلى الجنوب الشرقي.
تبلغ مساحة البحيرة 648 كيلومتر مربع (250 ميل2)، بدون جزر - 407 كيلومتر مربع (157 ميل2). متوسط عمقها 1.2 متر (3.9 قدم). تشتهر البحيرة بعواصفها المتكررة والتقلبات الموسمية في منسوب المياه. يبلغ متوسط التباين الموسمي 2.4 متر (7.9 قدم) والحد الأقصى 5.49 متر (18.0 قدم). البحيرة ممتدة من الشمال الغربي إلى الجنوب الشرقي. البحيرة هي منبع نهر سوخونا الذي يتدفق في الزاوية الجنوبية الشرقية للبحيرة.
إداريًا، تنقسم البحيرة بين منطقة فولوغودسكي (غربًا)، ومنطقة سوكولسكي (في الجنوب الشرقي)، ومنطقة أوست كوبينسكي (شرقا)، في منطقة فولوغدا أوبلاست. بحيرة كوبنسكوي هي البحيرة الطبيعية الرابعة في فولوغدا أوبلاست (خلف بحيرة أونيغا وبحيرة بيلوي وبحيرة فوزي) والبحيرة الخامسة (أيضًا خلف خزان ريبينسك).
تبلغ مساحة حوض البحيرة 14,700 كيلومتر مربع (5,700 ميل2). يحتل الحوض الكثير من الأجزاء الوسطى والشمالية من فولوغدا أوبلاست، وكذلك أجزاء من منطقة كونوشكي في أرخانجيلسك أوبلاست. الرافد الرئيسي للبحيرة هو نهر كوبينا.

## تاريخ
استقر الروس على البحيرة في القرن الثاني عشر، عندما تم إنشاء دير كاميني على جزيرة صغيرة في البحيرة. امتلك فرع واحد من أمراء ياروسلافل أراضي في المنطقة المجاورة وكان يُعرف باسم الأمراء كوبينسكي. منذ عام 1828، أصبحت البحيرة جزءًا من نظام قناة الفولغا - دفينا الشمالي. تقع المحطة الشرقية لقناة دفينا الشمالي في الطرف الشمالي الغربي للبحيرة. في عام 1917، تم بناء سد عند التدفق الخارجي لنهر سوخونا، وبالتالي تحويل البحيرة إلى خزان.